# Kalínino (Krasnodar)
|  | Per a altres significats, vegeu «Kalínino». |

Kalínino - Калинино (rus) és un microdistricte del krai de Krasnodar, a Rússia. Es troba al nord de la ciutat de Krasnodar i és conegut a la zona amb el nom de Pàixkovka.
És centre del municipi rural al qual pertanyen els possiolki de Drujeliubni, Industrialni, Krasnodarski, Plodorodni, Lazurni, Pobedítel i Rossiïski i el khútor d'Oktiabrski.